# Gestreepte gors
De gestreepte gors (Emberiza striolata) is een zangvogel uit de familie van gorzen (Emberizidae). De huisgors, die in het westen van Noord-Afrika voorkomt, wordt soms nog beschouwd als een ondersoort van deze soort. De gestreepte gors komt voor in noordoost-Afrika en zuidwest-Azië.

## Kenmerken
De vogel is 12 tot 13 cm lang en weegt 12 tot 16 g. Het is een slanke gors. De kop en borst zijn grijs met kleine zwarte streepjes. Op de kop zitten afwisselend donkere en witachtige strepen. De vogel lijkt sterk op de huisgors maar de buik is lichter met een kaneelkleurige zweem, verder is deze gors zwaarder gestreept  en de zwart-witkoptekening is duidelijker. Bovendien is deze soort gemiddeld iets kleiner door een kortere snavel en staart.

## Verspreiding en leefgebied
Er zijn drie ondersoorten:
- E. s. saturatior (Midden-Soedan, ZW-Ethiopië en NW-Kenia)
- E. s. jebelmarrae (NO-Tsjaad en W-Soedan)
- E. s. striolata (Israël en NO-Egypte tot in Pakistan en NW-India, maar ook in NO-Soedan en N-Somalië)

Het leefgebied bestaat uit droge landschappen met struikgewas, vaak in de buurt van water. Deze soort is veel minder te vinden in de buurt van menselijke nederzettingen dan de huisgors. Overigens wordt de soort in Somalië wel in dorpen en steden aangetroffen en ook buiten de broedtijd wordt de vogel in cultuurland aangetroffen.

## Status
De gestreepte gors heeft een groot verspreidingsgebied en daardoor is de kans op de status  kwetsbaar (voor uitsterven) gering. De grootte van de populatie is niet gekwantificeerd, maar neemt mogelijk toe. De vogel is meestal niet algemeen, maar plaatselijk soms talrijk. Om deze redenen staat deze gors als niet bedreigd op de Rode Lijst van de IUCN.